# Loffre
Loffre ist eine französische Gemeinde mit 717 Einwohnern (Stand: 1. Januar 2022) im Département Nord in der Region Hauts-de-France. Sie gehört zum Arrondissement Douai und ist Mitglied im Gemeindeverband Communauté d’agglomération Cœur d’Ostrevent. Die Einwohner werden Loffriens und Loffriennes genannt.
Die Gemeinde erhielt 2024 die Auszeichnung „Zwei Blumen“, die vom Conseil national des villes et villages fleuris (CNVVF) im Rahmen des jährlichen Wettbewerbs der blumengeschmückten Städte und Dörfer verliehen wird.

## Geographie
Die Gemeinde Loffre liegt im Nordfranzösischen Kohlerevier, etwa sieben Kilometer ostsüdöstlich von Douai in der Landschaft Ostrevent. Umgeben wird Loffre von den Nachbargemeinden Montigny-en-Ostrevent im Norden und Nordosten, Masny im Osten und Südosten, Lewarde im Süden sowie Guesnain im Westen.

## Bevölkerungsentwicklung
| Jahr                       | 1962 | 1968 | 1975 | 1982 | 1990 | 1999 | 2006 | 2013 | 2020 |
| Einwohner                  | 357  | 388  | 511  | 611  | 702  | 726  | 758  | 749  | 719  |
| Quellen: Cassini und INSEE |      |      |      |      |      |      |      |      |      |

## Sehenswürdigkeiten

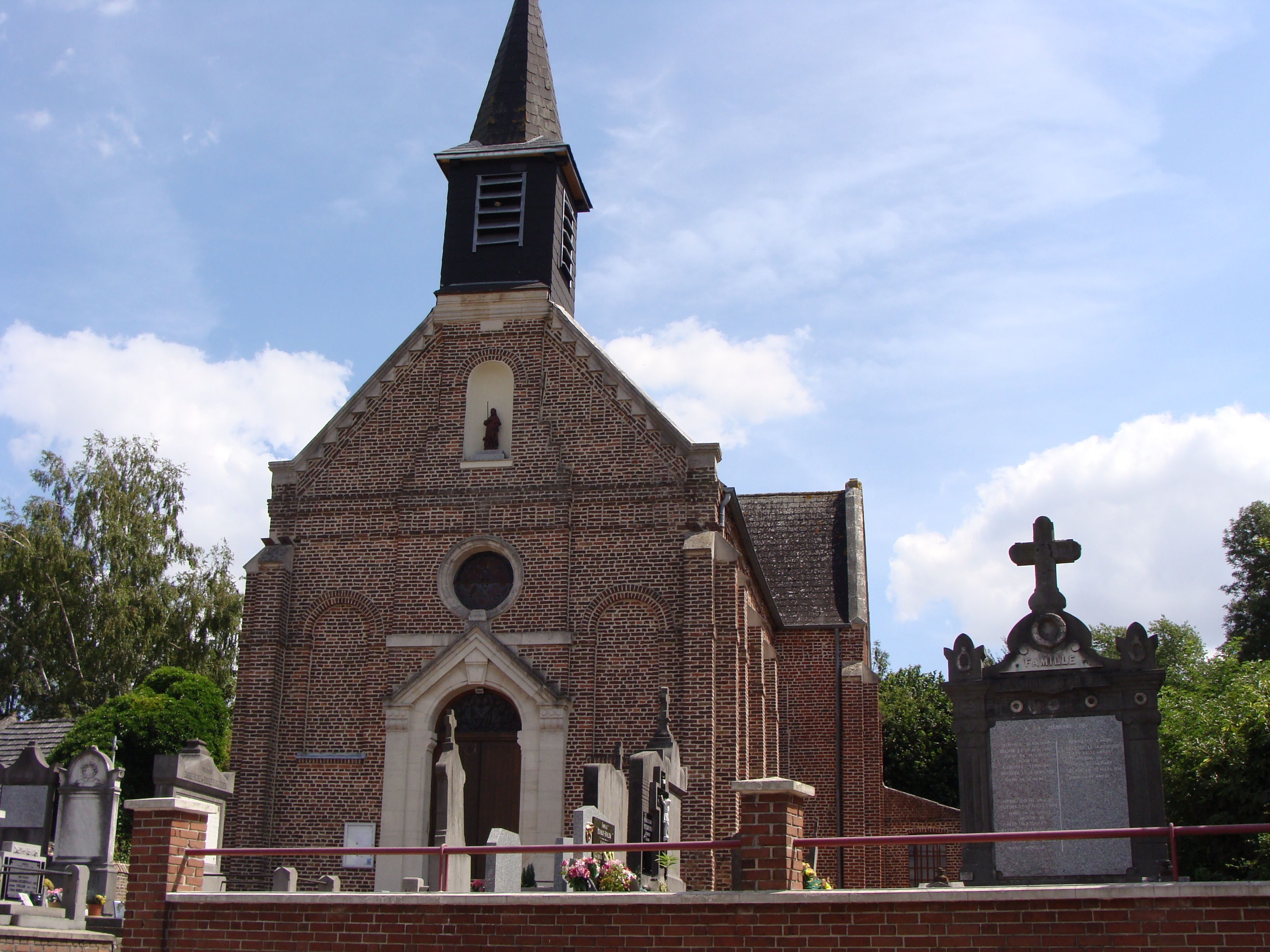
Kirche Saint-Roch
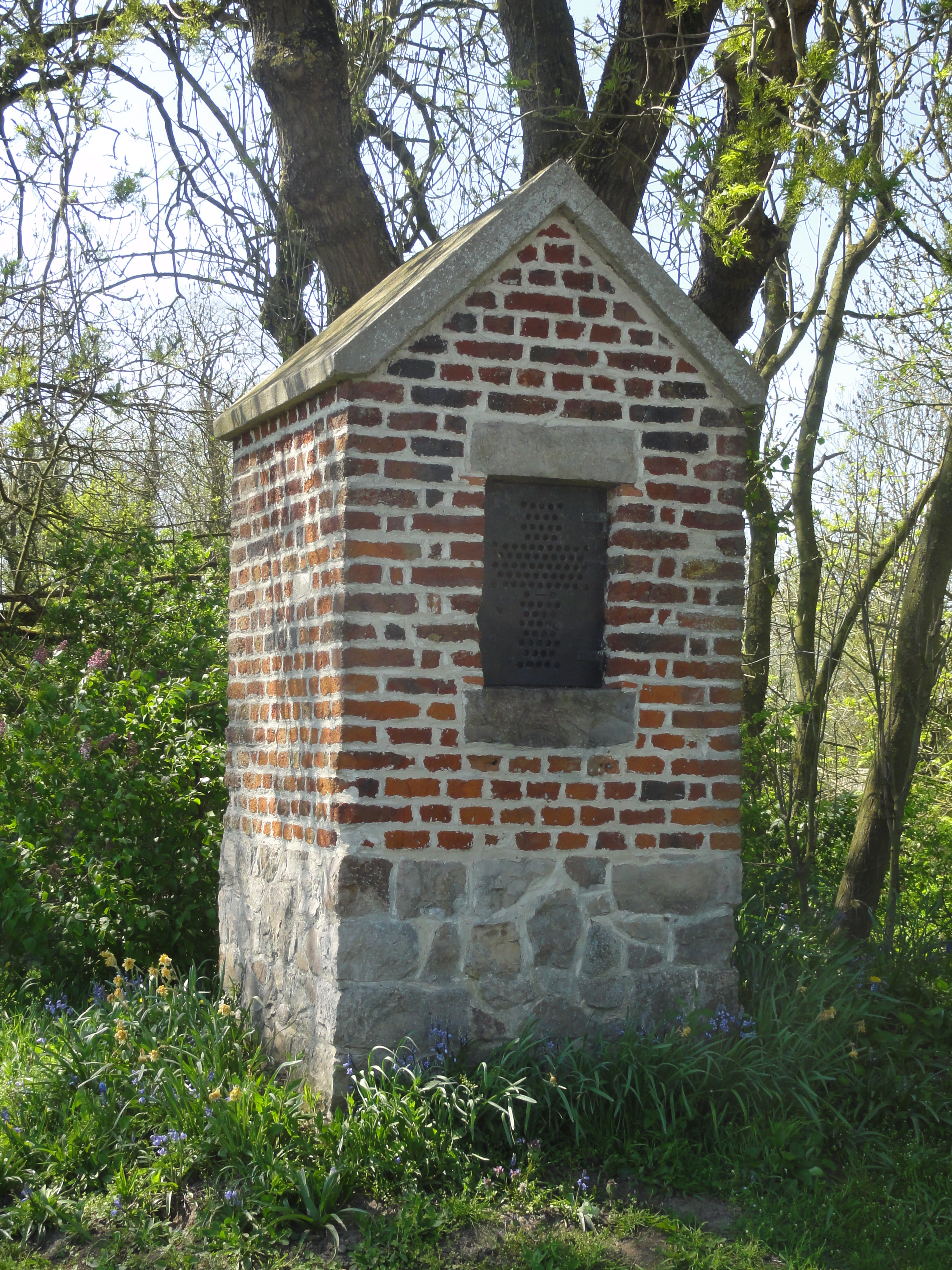
Kapelle Delcambre
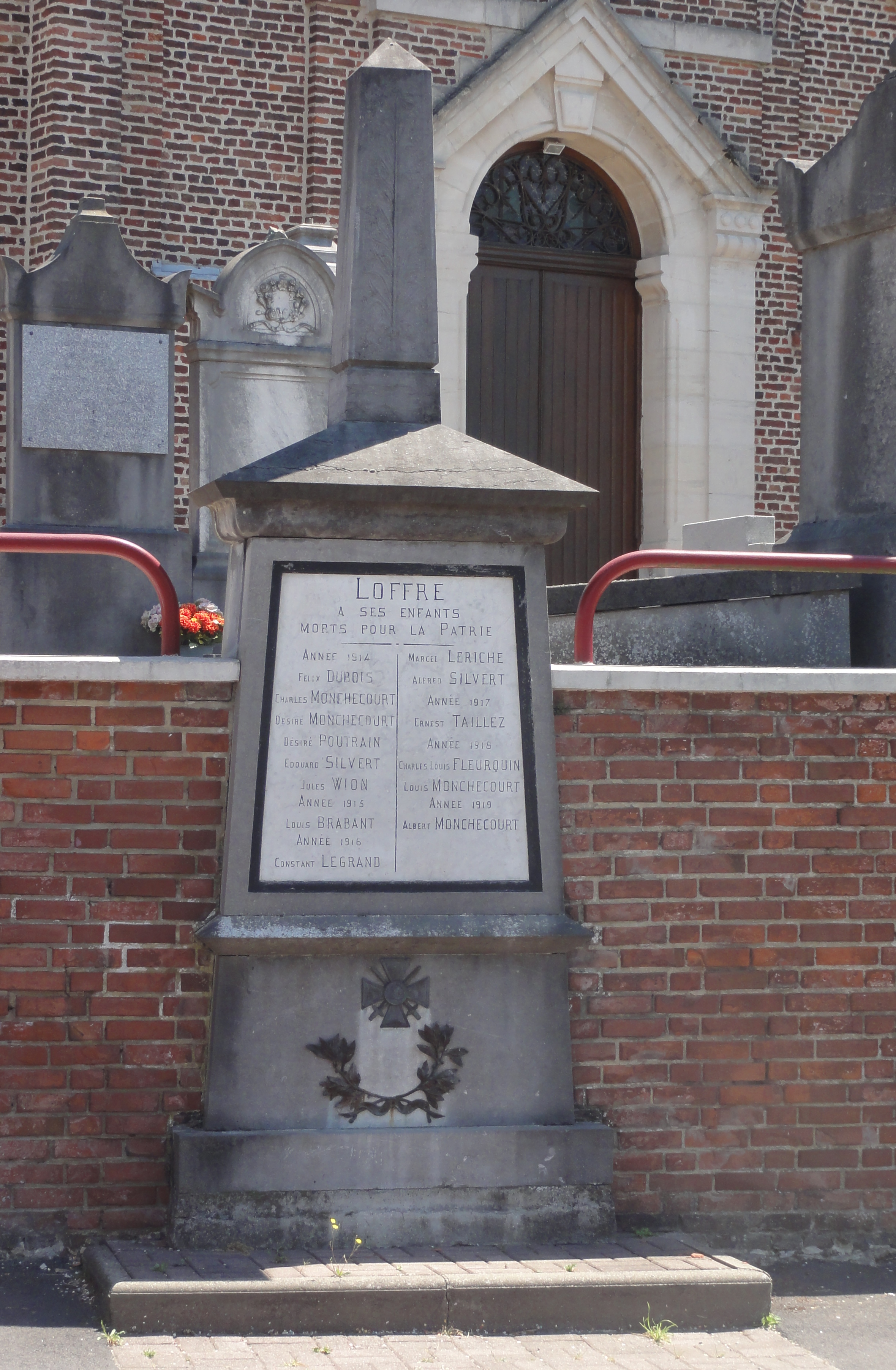
Gefallenendenkmal

- Kirche Saint-Roch
- Kapelle Delcambre
- Gefallenendenkmal